# MOAH
MOAH (mineral oil aromatic hydrocarbons) zijn (onverzadigde) aromatische koolwaterstoffen afkomstig uit minerale olie.
MOAH's in (kartonnen) verpakkingen zijn veelal afkomstig uit inkt op basis van minerale olie. Met name in gerecyclede verpakkingen kunnen de MOAH-resten onacceptabele hoeveelheden aannemen. Als levensmiddelen direct in contact staan met deze verpakkingen kan verontreiniging ook in het product terechtkomen. Daarnaast bestaat de mogelijkheid dat deze stoffen in voedingsmiddelen terecht komen via dozen waar kleinere verpakkingen in zitten of bijvoorbeeld via jute zakken.
Aanwezigheid van MOAH in verpakte levensmiddelen zoals rijst, macaroni en hagelslag kan gezondheidsrisico's met zich mee brengen.